# Unia Skierniewice
Unia Skierniewice, Miejski Klub Sportowy Unia Skierniewice – polski klub piłkarski założony w 1945 roku. Klub został rozwiązany w 2007 roku, w jego miejscu powstała Skierniewicka Akademia Sportu VIS 2007, w której drużyna seniorów i drużyny młodzieżowe później grały pod nazwą fundacji Unia Skierniewice. W grudniu 2011 roku za namową m.in. działaczy Unii i Widoku oraz władz Skierniewic klub przekazał drużynie seniorów i juniorów pod skrzydła MLKS Widok Skierniewice. W rundzie wiosennej sezonu 2011/12 klub grał pod nazwą Unia – Widok Skierniewice. Od sezonu 2012/2013 klub grał pod nazwą marketingową MKS Skierniewice w zarządzaniu klubu Widok Skierniewice. Tym samym klub Unia zakończyła definitywnie działalność sportową. W czerwcu 2013 roku klub wznowił działalność pod nazwą UMKS Unia Skierniewice i zgłosił drużynę seniorów do klasy B. W sezonie 2016/2017 klub występował w łódzkiej IV lidze. W maju 2018 roku drużyna ze Skierniewic znów awansowała do III ligi i gra w niej do dnia dzisiejszego.

## Historia
- 1947-1952 występy w klasie B
- 1953-1961 występy w klasie A
- następnie spadek na rok do klasy niżej
- awans na dwa lata do klasy A
- spadek na dwa lata
- kolejny awans, tym razem Unia gra w klasie A w latach 1966–1971
- roczna gra w klasie okręgowej
- przez siedem lat Skierniewiczanie grają klasę niżej
- roczny awans do ligi między wojewódzkiej
- awans do trzeciej ligi w 1980 roku, ale zaraz potem spadek
- tym razem awans na aż sześć sezonów. W latach 1988–1993 grał w klasie międzyokręgowej. Lata 1993–1998 to balansowanie w ligach okręgowej, międzyokręgowej i roczny pobyt w trzeciej lidze. W 1998 roku awans Unii do trzeciej ligi. W sezonie 2006/2007 po rundzie jesiennej Unia wycofała się z rozgrywek trzeciej ligi. Drużyna rezerw dokończyła sezon w skierniewickiej lidze okręgowej i wywalczyła awans do IV ligi, w której w kolejnych sezonach (2007/2008, 2008/2009) występowała pod nazwą SAS [Skierniewicka Akademia Sportowa] Vis 2007 Skierniewice. Od 10 sierpnia 2009 r. klub funkcjonował pod nazwą SAS Unia Skierniewice. Od czerwca 2013 roku klub funkcjonuje pod nazwą Uczniowski Miejski Klub Sportowy Unia Skierniewice.

## Sukcesy
- Mistrzowstwo trzeciej ligi w sezonie 2024/25 (gr. III)
- Awans do 1/8 finału Pucharu Polski: 2024/2025[3]
- Awans do 1/16 finału Pucharu Polski: 2002/2003[4], 2021/2022[5]
- Puchar Polski – Łódzki ZPN 2018/2019, 2019/2020[6], 2020/2021, 2022/2023[7], 2023/2024[8]

## Sezon po sezonie
| Sezon   | Liga                                | Pozycja | Punkty | Bramki | Uwagi                                                                        |
| ------- | ----------------------------------- | ------- | ------ | ------ | ---------------------------------------------------------------------------- |
| 1998/99 | III liga (grupa 1)                  | 7       | 46     | 45:37  |                                                                              |
| 1999/00 | III liga (grupa 1)                  | 2       | 65     | 61:33  |                                                                              |
| 2000/01 | III liga (grupa 1)                  | 8       | 57     | 62:50  |                                                                              |
| 2001/02 | III liga (grupa 1)                  | 12      | 47     | 42:36  |                                                                              |
| 2002/03 | III liga (grupa 1)                  | 10      | 41     | 39:41  |                                                                              |
| 2003/04 | III liga (grupa 1)                  | 8       | 42     | 33:29  |                                                                              |
| 2004/05 | III liga (grupa 1)                  | 5       | 46     | 33:30  |                                                                              |
| 2005/06 | III liga (grupa 1)                  | 10      | 33     | 38:45  |                                                                              |
| 2006/07 | III liga (grupa 1)                  | 15      | 28     | 15:56  | spadek                                                                       |
| 2007/08 | IV liga (grupa łódzka)              | 11      | 45     | 69:70  | spadek                                                                       |
| 2008/09 | IV liga (grupa łódzka)              | 9       | 48     | 69:75  |                                                                              |
| 2009/10 | IV liga (grupa łódzka)              | 3       | 72     | 85:40  |                                                                              |
| 2010/11 | IV liga (grupa łódzka)              | 16      | 24     | 28:58  | spadek                                                                       |
| 2011/12 | Klasa okręgowa (grupa Skierniewice) | 7       | 35     | 59:56  | [ b ]                                                                        |
| 2012/13 | Klub nie brał udziału w rozgrywkach |         |        |        | [ c ]                                                                        |
| 2013/14 | Klasa B (grupa Skierniewice II)     | 1       | 53     | 114-24 | awans                                                                        |
| 2014/15 | Klasa A (grupa Skierniewice)        | 1       | 61     | 82-26  | awans                                                                        |
| 2015/16 | Klasa okręgowa (grupa Skierniewice) | 1       | 76     | 97-16  | awans                                                                        |
| 2016/17 | IV liga (grupa łódzka)              | 4       | 65     | 84-41  |                                                                              |
| 2017/18 | IV liga (grupa łódzka)              | 1       | 93     | 111-11 | awans                                                                        |
| 2018/19 | III liga (grupa I)                  | 4       | 63     | 56-29  |                                                                              |
| 2019/20 | III liga (grupa I)                  | 8       | 28     | 33-39  | Po 19 kolejkach sezon zakończył rozgrywki z powodu zagrożenia epidemicznego. |
| 2020/21 | III liga (grupa I)                  | 5       | 52     | 60-50  |                                                                              |
| 2021/22 | III liga (grupa I)                  | 11      | 49     | 60-58  |                                                                              |
| 2022/23 | III liga (grupa I)                  | 7       | 53     | 41-38  |                                                                              |
| 2023/24 | III liga (grupa I)                  | 2       | 65     | 78-46  |                                                                              |
| 2024/25 | III liga (grupa I)                  | 1       | 74     | 81-30  | awans                                                                        |

| Oznaczenie kolorami |
| ------------------- |
| III poziom ligowy   |
| IV poziom ligowy    |
| V poziom ligowy     |
| VI poziom ligowy    |
| VII poziom ligowy   |
| VIII poziom ligowy  |

## Trenerzy po reaktywacji
Kamil Socha od 22.06.2015 do 9.06.2017
Rafał Smalec od 10.07.2017 do 30.06.2021
Piotr Kocęba od 1.07.2021 do 30.06.2022
Dawid Kroczek od 1.07.2022 do 30.06.2023
Kamil Socha od 1.07.2023